# Rufus (Oregon)
Pour les articles homonymes, voir Rufus (homonymie).
Rufus est une ville du comté de Sherman en Oregon, aux États-Unis. La ville a été baptisée en l'honneur de son fondateur Rufus Carrol Wallis.

## Démographie
| Groupe            | Rufus | Oregon | États-Unis |
| ----------------- | ----- | ------ | ---------- |
| Blancs            | 89,2  | 83,7   | 72,4       |
| Autres            | 5,2   | 11,2   | 23,8       |
| Amérindiens       | 5,2   | 1,4    | 0,9        |
| Métis             | 0,4   | 3,8    | 2,9        |
| Total             | 100   | 100    | 100        |
|                   |       |        |            |
| Latino-Américains | 13,3  | 11,8   | 16,7       |